# طاووس کالدونیای جدید (پروانه)
طاووس کالدونیای جدید (پروانه)(نام علمی: Papilio montrouzieri) نام یک گونه از تیره پروانه‌های دم‌چلچله‌ای است.